# Afrotyphlops tanganicanus
Afrotyphlops tanganicanus — вид змій родини сліпунів (Typhlopidae). Ендемік Танзанії.

## Поширення і екологія
Afrotyphlops tanganicanus відомі з кількох місцевостей, розташованих в районах Кілва і Лівале на південному сході Танзанії. Вони живуть в сухих саванах міомбо. Відкладають яйця.